# STO (криптовалюти)
STO, Security Token Offerings (з англ. — «Пропозиція токена-цінного паперу») — форма інвестування блокчейн-проектів.

## Відмінності ICO і STO
Токенізованні цінні папери являють собою акції компаній. Основна відмінність між ними і токенами корисності і оплати полягає в тому, що власники токенізованних цінних паперів мають права власності, а маркери корисності і оплати діють як купони і не дають своїм власникам прав традиційних інвесторів.
Токенізованні акції — це категорія токенів безпеки, які представляють собою право власності на такий актив, наприклад, борг або акціонерний капітал.
Щоб визначити, чи є цифровий токен токенізованним цінним папером, застосовується тест Howey, прийнятий SEC. Він використовується для перевірки того, чи можна класифікувати угоду як «інвестиційний контракт».
Щоб токен був класифікований як інвестиційний контракт, він повинен відповідати наступним вимогам:
- Користувач вкладає гроші;
- Користувач розраховує отримати прибуток від інвестицій;
- Інвестиції знаходяться в «спільному володінні»;
- Власник отримує прибуток від дій сторонніх людей (не організаторів) або промоутерів.

Згідно з документом, опублікованим комісією з цінних паперів і бірж США (SEC), усі ICO зобов'язані пройти процедуру реєстрації. Очікується, що токени безпеки і пропозиція токенів безпеки стануть наступною тенденцією в сфері криптографії.
Токени безпеки підпорядковуються федеральним правилам про цінні папери і вступають в силу в перший день STO.

## Вимоги до учасників STO
Якщо взяти за основу правила, які SEC планує ввести для блокчейн-компаній, що розробляють токенізованні цінні папери, то інвестори повинні відповідати хоча б одному з наступних вимог:
- Річний дохід більше 200 000 доларів США на людину або 300 000 доларів США для подружньої пари, що зберігається протягом останніх двох років і прогнозований на рік, в який людина планує інвестувати кошти;[7]
- Чисті активи на суму понад 1 мільйон доларів США, в які не включена вартість нерухомості, в якій інвестор проживає на постійній основі;
- Організація, що має активи понад 5 мільйонів доларів, в тому числі венчурні та цільові фонди;
- Організація, всі члени якої є акредитованими інвесторами.

## Переваги та недоліки STO
Переваги
- Значно менші комісії в порівнянні з традиційними інвестиціями;
- Швидка обробка транзакцій у зв'язку з відсутністю довгого ланцюжка посередників;
- Розширення бази інвесторів;
- Автоматизоване проведення угод;

Недоліки
- Функції фінансових установ покладаються на сторони інвестиційних операцій;
- Зниження децентралізації, недоступність для більшості звичайних користувачів.

## Розвиток
Операції за участі криптовалют проводяться на цифрових біржах, серед яких Binance, Kraken, Binaryx та інші.
Розвиток STO почався наприкінці 2017 — початку 2018 року. Першими сервісами в світі, які розпочали роботу з токенізованними цінними паперами, стали Overstock.com і Polymath.
За оцінками компанії Polymath, за 2019—2020 роки обсяг ринку STO зросте до 10 трильйонів доларів.